# 精神物理学
精神物理学（せいしんぶつりがく、ドイツ語：psychophysik、英語：psychophysics）は外的な刺激と内的な感覚の対応関係を測定し、また定量的な計測をしようとする学問である。認知科学や工学の分野では心理物理学と呼ばれることが多い。グスタフ・フェヒナーがその創始者であり、心理学（実験心理学）の成立に大きな影響を与えた。
外的な刺激は物理量として客観的に測定できる。そこで外的な刺激と内的な感覚との対応関係が分かれば、内的な感覚（クオリア）も客観的に測定できることになる。

## 概要
主な感覚はいわば五感を中心とした知覚(視覚、聴覚、嗅覚、味覚、平衡感覚、皮膚感覚、深部感覚、内臓感覚など)に代表される。これらの知覚は視覚であれば目、味覚であれば舌、平衡感覚は内耳など、いくつかの受容器によって引き起こされることは古代よりわかっていた。またこれらを解剖しその機構は科学の発展によりかなりの部分が解明されるようになっていた。
たとえば人間の視覚器官である眼と比較すると、カメラは非常によく似た機構をもっている。
水晶体はレンズに、網膜はフィルムに該当するといった具合である。
ここで、私たちは網膜に映った映像を認識しているわけであるが、その映像は外部から入ってきた光によるものである。
この光は物理的なものであるので、測定が可能である。こういった質的な出来事と感覚との対応関係を物理的な、いわば人間の知覚をブラックボックスと見ていくのが精神物理学である。
心身と外的刺激の関係性を明らかにする過程において、精神物理学関数というものが考案された。
これは、各種刺激と感覚との関係を物理学的な（あるいは数学的な）方法で表記するものである。

## フェヒナーの法則
もっとも基本的な刺激と感覚の関係は、心理的な感覚量（心理量：R）は、物理的な刺激の量（物理量：S）の対数に比例するというものである。これは「ヴェーバー‐フェヒナーの法則」（あるいは単に「フェヒナーの法則」）として知られる。
{\displaystyle R=k\log _{10}S} （k は感覚定数）
フェヒナーは、物理量が極小なある点で心理量は0になるし、物理量が一定より超えても心理量はほとんど増大しないとした。
| 刺激の種類       | 感覚係数 （大きいほど 強い刺激） |
| ---------------- | -------------------------------- |
| 音の大きさ       | 0.7                              |
| コーヒーの香り   | 0.6                              |
| サッカリンの甘さ | 0.8                              |
| 暖かさ           | 1.5                              |
| 電気ショック     | 3.7                              |

20世紀中葉に精神物理学の見直しを行なったS・S・スティーヴンス（Stanley Smith Stevens）は、マグニチュード推定法によって得られたデータに基づいて
{\displaystyle R=KS^{n}}
の式で表現される「スティーヴンスのべき法則」を導いた。痛みなど危機的な刺激はn>1であり、逆にその他の感覚等はn<1をとるとした。
nは右表のような値を取るとされた。
これらの関数はある面では有効であるが、人間の感覚を普遍的な関数に基づいて分析することの難しさから現在直接的に研究している学者は少ない。
ただし、心理音響学や認知心理学、人間工学など、またヒューマニックデザインなどと呼ばれる分野で間接的または直接的にこれらの関数や、それを作成するための手法などを利用している。
人間の多種多様なあらゆる刺激を定量的に測定することの困難や、実験者の質問内容による影響、刺激への反応傾向が心理的・意識的な問題や過去の経験・知識情報による影響により個々人で異なることが問題となるが、それらの差異を取り除くためのいくつかの実験手法が考案されている。